# Андріївський заказник
Андрі́ївський зака́зник — ботанічний заказник місцевого значення в Україні. Розташований у межах Кролевецького району Сумської області, неподалік від села Боцманів. 
Займає площу 37 га. Статус надано 1977 року. Перебуває у віданні ДП «Кролевецьке лісомисливське господарство» (Хрещатинське л-во, кв. 90). 
В заказнику переважає лісова рослинність, представлена дубово-сосновими та дубовими лісами. Невеликі площі в найбільш зниженій частині масиву займають болота у комплексі із торф'янистими луками.

## Опис
Перший ярус в дубово-соснових лісах утворює висока сосна за участю берези. У другому ярусі зростають дуб, липа серцелиста та клен гостролистий. Підлісок складає в основному крушина ламка, досить часто — бруслина бородавчаста, зрідка трапляється черемха звичайна, яка навесні своїми білосніжними квітами наповнює ліс сильним ароматом. Тут можна зустріти і горобину звичайну. Місцями трапляються густі зарості малини. 
В розрідженому трав'яному покриві переважає зірочник лісовий. Тут можна побачити характерні види широколистяних лісів, такі як просянка розлога, осока лісова та пальчаста, куцоніжка лісова. Трапляються також грушанка мала та ортилія однобока, вероніка лікарська. Подекуди куртини утворює щитник картузіанський та хвощ лісовий. Нерідко стовбури дерев густо обплетені хмелем звичайним. 
Крім дубово-соснових лісів, у заказнику є і чисті дубові ліси. Підлісок в них утворює здебільшого бруслина бородавчаста. Інколи можна побачити ялівець звичайний, що виділяється своїми чорними шишечками з сизою поволокою, подібними до ягід. У трав'яному покриві часто переважають злаки. Місцями цілі зарості утворює папороть орляк звичайний, інколи домінує зірочник лісовий, помітний навесні своїми зірочками-квітами. Тут можна зустріти і осоки гірську та пальчасту, медунку темну, копитняк європейський, серпій фарбувальний. Відмічені і такі цінні лікарські рослини, як купина пахуча та наперстянка великоквіткова із великими видовженими блідо-жовтими квітами. В цих лісах також можна зустріти лісову орхідею коручку чемерникоподібну, занесену до Червоної книги України. 
Болотна рослинність не займає великих площ. Досить поширеною тут є осока омська. Звичайними є такі вологолюбні види, як вербозілля звичайне, осока пухирчаста, хвощ річковий, який інколи утворює суцільні зарості. Привертають увагу рожеві суцвіття плакуна верболистого, можна побачити і вовче тіло болотне. Більш привабливими ці ділянки стають, коли квітують жовті півники болотні. Вузькими смугами вздовж болота зростають вільхові ліси. 
Невеликими плямами на більш підвищених ділянках трапляються торф'янисті луки, на яких домінує щучник дернистий. Тут була виявлена велика популяція зозульок м'ясо-червоних, занесеного до Червоної книги України. На торф'янистій луці зростають і такі цінні лікарські рослини, як перстач прямостоячий (калган) та чемериця Лобелієва. 
Із найтиповіших ссавців в Андріївському заказнику водяться сарна європейська, лисиця звичайна, заєць сірий, кріт звичайний, бурозубки, вовчки, мишоподібні гризуни. Серед птахів переважають дрібні лісові горобині птахи. Із хижих птахів у заказнику гніздиться канюк звичайний. Із земноводних найбільш численна жаба гостроморда, трапляється квакша звичайна, яка є видом, що охороняється в Сумській області. 
Андріївський заказник є типовим для регіону збереженим природним комплексом.